# Chiloscyllium caerulopunctatum
Espèce
Le Requin-chabot à taches bleues (Chiloscyllium caerulopunctatum) vit dans l'ouest de l'océan Indien, de la Somalie à l'Afrique du Sud et peut atteindre 70 cm. Cet animal marin ne présente aucun danger pour l’homme.

## Alimentation
Il se nourrit de...
- Crabes
- Crevettes
- Chairs de moules

## Autre espèces
- Requins-chabot gris
- Requins-chabot de taches blanches
- Requins-chabot élégants
- Requins-chabot bambou